# إيفون زيما
إيفون زيما (بالإنجليزية: Yvonne Marie Zima)‏ هي ممثلة أمريكية، ولدت في 16 يناير 1989 في الولايات المتحدة.

## أعمال

### أفلام
- (1995) حرارة[4]
- (1996) قبلة الوداع[5]
- (1996) قرار إداري[6]
- (2013) آيرون مان 3[7][8][9]
- (2016) الرجال اللطفاء[10][11]

### مسلسلات
- روزان
- كاسل

## وصلات خارجية
- إيفون زيما على موقع IMDb (الإنجليزية)
- إيفون زيما على موقع ألو سيني (الفرنسية)
- إيفون زيما على موقع أول موفي (الإنجليزية)
- إيفون زيما على موقع قاعدة بيانات الأفلام السويدية (السويدية)
- إيفون زيما على موقع قاعدة بيانات الفيلم (الإنجليزية)
- إيفون زيما على موقع كينوبويسك (الروسية)